# Nomen nescio
Nomen nescio (o anche nescio nomen, lett. «non conosco il nome») è un'espressione latina, spesso abbreviata N.N., usata per indicare la non completa identificazione di una persona o talvolta di un oggetto da parte di chi scrive, o una qualche altra volontà di anonimato. In italiano la sigla N.N. viene svolta con l'espressione «Non Nominato».

## Utilizzo
Questa espressione, ovvero il suo acronimo NN, è utilizzata in diversi contesti, ad esempio vi si identificavano i figli avuti a seguito di relazione tra una donna e un uomo non identificato o non riconosciuti dal padre, oppure è utilizzato dalla polizia per indicare individui che rifiutano di fornire le proprie generalità. A volte l'acronimo NN ha il significato di nomen nominandum, ovvero "nome da definire", utilizzato per indicare posizioni scoperte di organigrammi, oppure in alcune università per indicare il docente che deve essere ancora associato a un corso.

### Diritto di famiglia italiano
In Italia, fino alla riforma del diritto di famiglia, nel 1975, alcuni documenti fra cui la carta d'identità integravano le informazioni sulla persona con il nome del padre. La formula corrente era: COGNOME Nome di (Nome del padre), per es. ROSSI Mario di Antonio. Nel caso in cui il padre fosse deceduto, la formula era: COGNOME Nome fu (Nome del padre), per es. ROSSI Mario fu Antonio. Nel caso in cui il padre fosse ignoto o non avesse provveduto al riconoscimento legale della paternità, la formula corrente era: COGNOME Nome di N.N., per es. ROSSI Mario di N.N.

### Nell'arte
Nel film La grande guerra di Mario Monicelli (1959), Giovanni Busacca (Vittorio Gassman) si presenta a Oreste Jacovacci (Alberto Sordi) in questi termini: «Il mio nominativo sarebbe Busacca Giovanni, di N.N.». Più avanti nel film, Costantina (Silvana Mangano) s'innamora di Giovanni Busacca e fruga di nascosto nel suo cappotto per rubargli la carta d'identità. Nel restituirgliela, gli dice che l'ha guardata, e Giovanni Busacca le domanda: «Perché, cos'è? una vergogna?».
Nella sua Autobiografia il regista Franco Zeffirelli racconta la sua esperienza di bambino cresciuto con il marchio "figlio di N.N.".